# Ян Му-Янг
Ян Му-Янг — аніматор і художник-графік.
Його таланти були помічені в ранньому дитинстві в Кінгстоні на Ямайці, і він отримав стипендію від Британської Ради для навчання в Центральному коледжі мистецтв і дизайну Сент-Мартінс .
Му-Янг має багатий і різноманітний досвід у кар'єрі. Як піонер британської анімації, він досяг значних успіхів у рекламі, зокрема його робота була номінована на премію Bafta у 1979 році за «Прочитати все про це». Під керівництвом Боба Годфрі, відомого своїми проектами на Roobarb, він також створив анімацію для «Кама Сутра знову їде». Му-Янг знімав телевізійні рекламні ролики для таких брендів, як Swissair, Kellogg's Rice Krispies, British Rail, Club Med і став автором першої в історії реклами тампонів, що транслювалася в ефір.
Му-Янг разом із дружиною живе в Канаді. 